# Cantonul Selommes
Cantonul Selommes este un canton din arondismentul Vendôme, departamentul Loir-et-Cher, regiunea Centru, Franța.

## Comune
- Baigneaux
- La Chapelle-Enchérie
- Coulommiers-la-Tour
- Épiais
- Faye
- Périgny
- Pray
- Renay
- Rhodon
- Rocé
- Sainte-Gemmes
- Selommes (reședință)
- Tourailles
- Villemardy
- Villeromain
- Villetrun